# Josef Kajnek
Josef Kajnek (* 18. dubna 1949, Kutná Hora) je český katolický duchovní, titulární biskup z Aquæ in Dacia. Od roku 1968 je též skautem. Mezi lety 1992 a 2023 byl pomocným biskupem královéhradecké diecéze a v letech 1991–1998 a 2011–2018 též jejím generálním vikářem.

## Život
Na kněze byl vysvěcen po studiu na litoměřické bohoslovecké fakultě 26. června 1976 v Praze. Po vysvěcení byl farním vikářem v České Třebové, pak administrátorem v Písečné a v Ústí nad Orlicí. Tam mu byl také za tzv. maření státního dozoru nad církvemi odňat v roce 1984 státní souhlas a navíc byl odsouzen k podmínečnému trestu odnětí svobody. Po nuceném civilním zaměstnání u Státních lesů a v Metrostavu se vrátil do kněžské služby jako administrátor v Chomuticích u Hořic, Lázních Bělohradu a v Pardubicích.
V roce 1991 jej biskup Karel Otčenášek povolal ke službě generálního vikáře, kterou vykonával až do roku 1998. 12. prosince 1992 přijal biskupské svěcení a současně byl ustanoven pomocným biskupem. Za biskupské heslo si zvolil větu „In humilitatae servire“ (česky „v pokoře sloužit“). Při slavnostní mši svaté v katedrále Ducha Svatého v Hradci Králové se zúčastnilo mnoho desítek skautů z celé diecéze.
V letech 1998–2001 se na vlastní žádost na čas vrátil k pastoraci ve farnostech v Jablonném nad Orlicí a okolí. V roce 2001 pak byl ustanoven administrátorem v druhém největším městě diecéze v Pardubicích. Od roku 1998 působí také jako biskupský vikář pro duchovní povolání a za Českou biskupskou konferenci je mu svěřena péče o vězeňské kaplany. Po obnově Katedrální kapituly při chrámu Svatého Ducha v Hradci Králové byl 10. listopadu 2004 ustanoven proboštem kapituly. Dne 12. dubna 2010 byl zvolen administrátorem diecéze, jímž zůstal až do nástupu nového diecézního biskupa Jana Vokála v květnu 2011; poté byl spolu s Josefem Sochou jmenován generálním vikářem královéhradecké diecéze.
Dne 12. prosince 2023 na 31. výročí jeho biskupského svěcení papež přijal jeho rezignaci z úřadu pomocného biskupa královéhradecké diecéze.

## Galerie

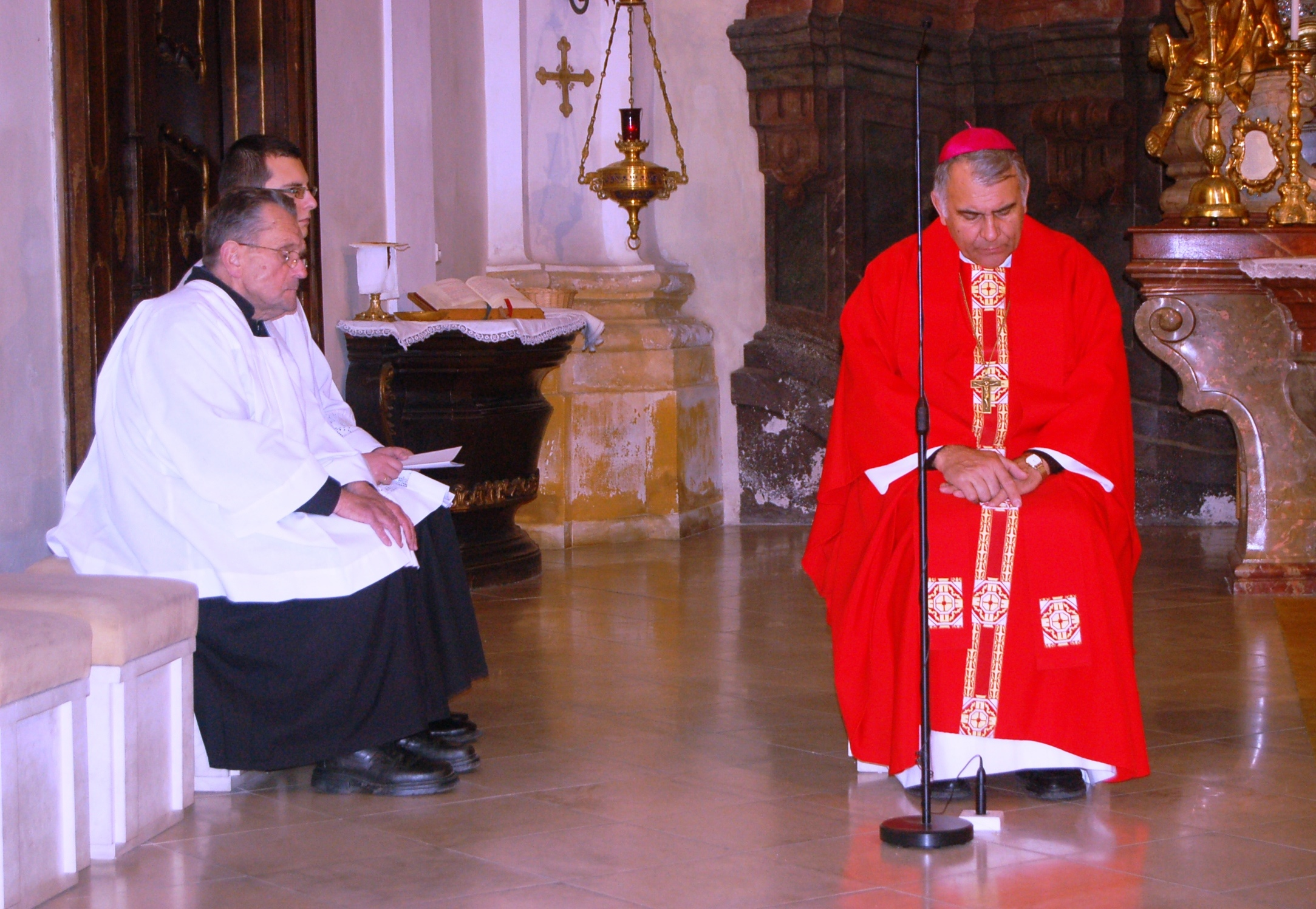
Mons. Josef Kajnek na Celostátním setkání animátorů seniorů 2007
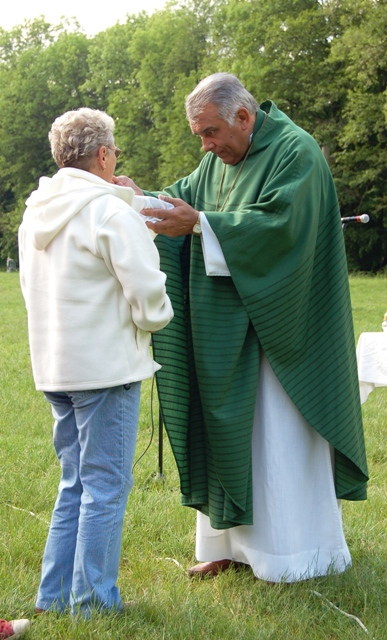
Mons. Josef Kajnek na Dnu pro prarodiče s vnoučaty 2009
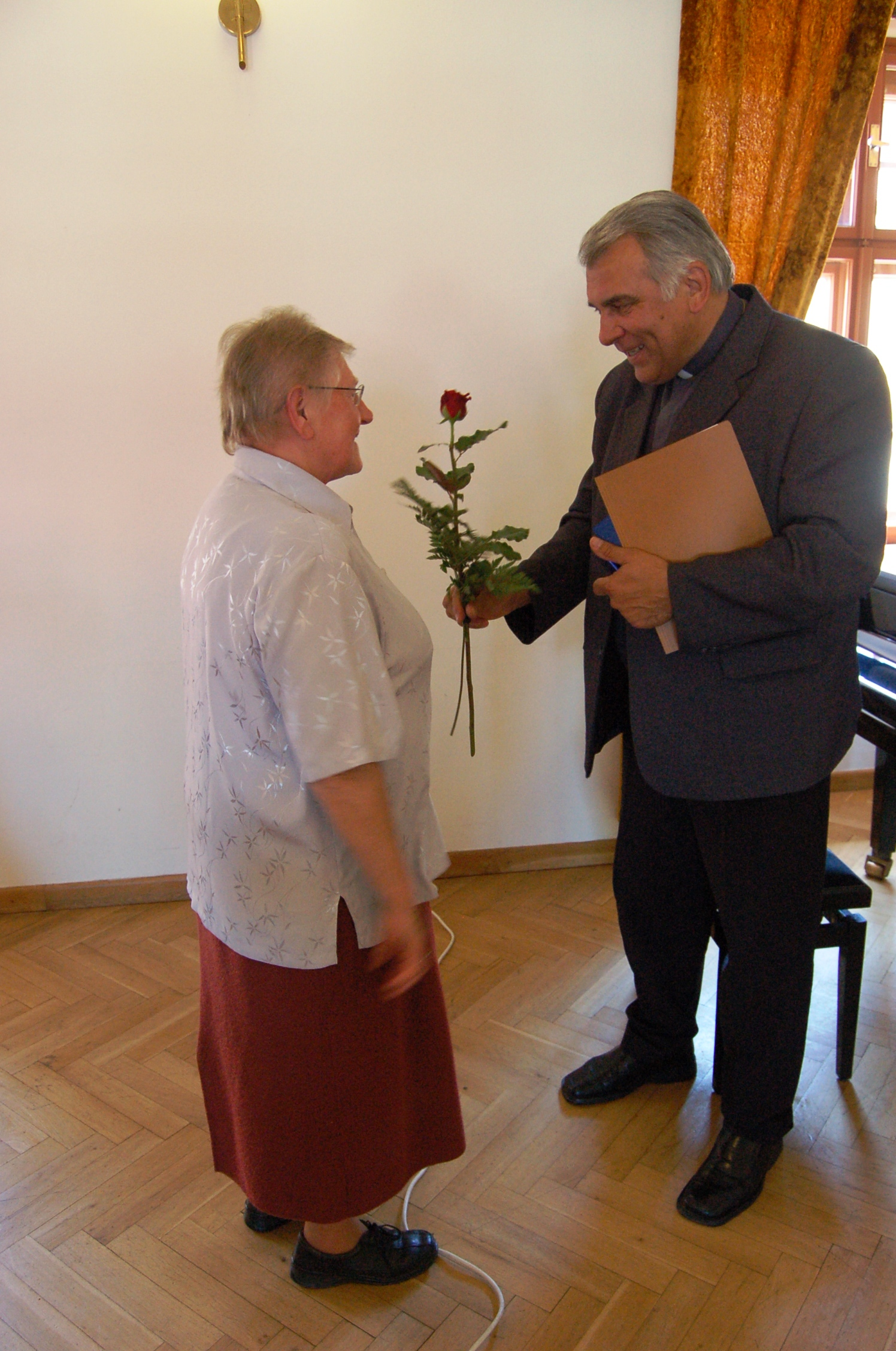
Mons. Josef Kajnek na Diecézním setkání seniorů a jejich přátel 2009